# Métropole Toulon-Provence-Méditerranée
Pour les articles homonymes, voir TPM.
La métropole Toulon-Provence-Méditerranée (TPM) est une intercommunalité française de type métropole constituée autour de la ville de Toulon, située dans le département du Var et la région Provence-Alpes-Côte d'Azur. Créée le 19 décembre 2001, elle prend d’abord le nom de communauté d'agglomération Toulon-Provence-Méditerranée avant que la loi de modernisation de l'action publique territoriale et d'affirmation des métropoles ne la transforme en métropole à compter du 1er janvier 2018.
La MTPM réunit 12 communes sur un territoire sur plus de 300 km2 où résident plus de 455 118 habitants soit 40 % de la population du département du Var. Elle était auparavant la communauté d'agglomération la plus peuplée de France, avant sa transformation en métropole.
Le territoire de la métropole, majoritairement littoral et fortement contraint, dispose d'un patrimoine naturel exceptionnel, via notamment les îles d'Hyères (tel que Porquerolles), et s'organise économiquement autour du port militaire de Toulon et du transport maritime. La collectivité exploite le réseau de transports urbains Mistral, l'un des seuls en France à exploiter quotidiennement des lignes régulières maritimes, et gère plusieurs équipements culturels, notamment Châteauvallon et un conservatoire régional de musique et de danse.
Cet ensemble intercommunal constitue le troisième pôle urbain de la façade méditerranéenne du Sud-est de la France, après la métropole d'Aix-Marseille-Provence et la métropole Nice Côte d'Azur.

## Histoire

### Création de la communauté d'agglomération
La communauté d'agglomération Toulon-Provence-Méditerranée existe de manière officielle depuis le 1er janvier 2002.
Le 12 décembrede la même année, Toulon-Provence-Méditerranée constitue le Syndicat Mixte SCoT Provence Méditerranée avec les deux communautés de communes de la communauté de communes Sud Sainte Baume et la communauté de communes de la Vallée du Gapeau ainsi que les communes de Bandol, Bormes-les-Mimosas, Collobrières, La Londe-les-Maures, Pierrefeu-du-Var, Sanary-sur-Mer, Le Lavandou, soit 31 communes. À la fin de l'année 2007, Toulon-Provence-Méditerranée est devenue membre du conseil d'orientation du Conseil économique du Var.
Ayant fait partie jusqu'à présent de la communauté de communes de la Vallée du Gapeau, la commune de La Crau rentre dans la communauté d'agglomération Toulon-Provence-Méditerranée le 1er juillet 2009. Le 2 août 2009, Toulon-Provence-Méditerranée adhère à l'association France-Congrès, permettant ainsi d'intégrer un nouveau réseau reconnu et de se positionner comme un territoire de congrès.

### Création de la métropole
Le 15 décembre 2016, l'Assemblée nationale donne son accord pour la création de sept nouvelles métropoles dont celle de Toulon, afin qu'elles rejoignent les 15 métropoles déjà existantes. Le décret du 26 décembre 2017 prononce la transformation qui prend effet au 1er janvier 2018. Elle était auparavant la communauté d'agglomération la plus peuplée de France, avant sa transformation en métropole,.

## Identité visuelle

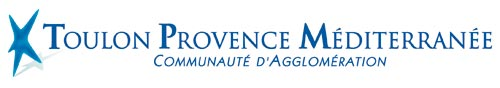
Logo de la communauté d'agglomération Toulon-Provence-Méditerranée du 1er janvier 2002 jusqu'au 31 décembre 2017.
Logo de la métropole Toulon-Provence-Méditerranée du 1er janvier 2018 à mai 2025.
Logo de la métropole Toulon-Provence-Méditerranée depuis mai 2025.

## Territoire communautaire

Localisation de la métropole dans le Var.

### Géographie

#### Situation
La métropole Toulon-Provence-Méditerranée s'étend sur 36 654 hectares, de la commune d'Ollioules, située à l'ouest de l'agglomération, à la commune de Hyères, située à l'est. Elle compte 200 kilomètres de côtes.
Le territoire dispose d'une des plus grandes rades d'Europe, la rade de Toulon, qui constitue aujourd'hui le premier support de développement des domaines économiques de TPM et le lieu de renforcement de ses fonctions métropolitaines.

#### Géologie et relief
La métropole Toulon-Provence-Méditerranée est enserrée par la mer et les Monts toulonnais où s'élève le mont Caume à 804 m d'altitude.

### Composition
Lors de sa création en 2002, la communauté d'agglomération regroupait 11 communes. La Crau a intégré l'intercommunalité en 2009.
La métropole est composée des 12 communes suivantes :

| Nom                    | Code Insee | Gentilé        | Superficie (km2) | Population (dernière pop. légale) | Densité (hab./km2) |
| ---------------------- | ---------- | -------------- | ---------------- | --------------------------------- | ------------------ |
| Toulon (siège)         | 83137      | Toulonnais     | 42,84            | 180 834 (2022)                    | 4 221              |
| Carqueiranne           | 83034      | Carqueirannais | 14,48            | 9 412 (2022)                      | 650                |
| La Crau                | 83047      | Craurois       | 37,87            | 19 416 (2022)                     | 513                |
| La Garde               | 83062      | Gardéens       | 15,54            | 26 316 (2022)                     | 1 693              |
| Hyères                 | 83069      | Hyérois        | 132,38           | 55 384 (2022)                     | 418                |
| Ollioules              | 83090      | Ollioulais     | 19,89            | 14 320 (2022)                     | 720                |
| Le Pradet              | 83098      | Pradétans      | 9,97             | 10 582 (2022)                     | 1 061              |
| Le Revest-les-Eaux     | 83103      | Revestois      | 24,07            | 4 046 (2022)                      | 168                |
| Saint-Mandrier-sur-Mer | 83153      | Mandréens      | 5,12             | 6 064 (2022)                      | 1 184              |
| La Seyne-sur-Mer       | 83126      | Seynois        | 22,17            | 62 905 (2022)                     | 2 837              |
| Six-Fours-les-Plages   | 83129      | Six-Fournais   | 26,58            | 36 843 (2022)                     | 1 386              |
| La Valette-du-Var      | 83144      | Valettois      | 15,5             | 23 660 (2022)                     | 1 526              |

### Démographie

#### Évolution démographique
L'évolution du nombre d'habitants depuis 1968 est connue à travers les recensements de la population effectués sur la métropole Toulon-Provence-Méditerranée depuis cette date :
| 1968    | 1975    | 1982    | 1990    | 1999    | 2006    | 2011    | 2016    | 2022    |
| ------- | ------- | ------- | ------- | ------- | ------- | ------- | ------- | ------- |
| 317 240 | 352 007 | 378 927 | 394 042 | 406 845 | 421 129 | 422 405 | 433 221 | 449 782 |

#### Pyramide des âges
| Hommes | Classe d’âge | Femmes |
| ------ | ------------ | ------ |
| 1      | 90 ans ou +  | 2,6    |
| 9,6    | 75 à 89 ans  | 12,9   |
| 18,5   | 60 à 74 ans  | 19,9   |
| 19,4   | 45 à 59 ans  | 19,4   |
| 17,9   | 30 à 44 ans  | 16,6   |
| 17,2   | 15 à 29 ans  | 14,8   |
| 16,5   | 0 à 14 ans   | 13,9   |

| Hommes | Classe d’âge | Femmes |
| ------ | ------------ | ------ |
| 0,7    | 90 ans ou +  | 1,8    |
| 6,9    | 75 à 89 ans  | 9,4    |
| 16,4   | 60 à 74 ans  | 17,3   |
| 20,1   | 45 à 59 ans  | 19,6   |
| 18,8   | 30 à 44 ans  | 18,4   |
| 18,3   | 15 à 29 ans  | 16,7   |
| 18,8   | 0 à 14 ans   | 16,8   |

La population de la métropole est plus âgée qu'au niveau national. En 2020, le taux de personnes d'un âge inférieur à 30 ans s'élève à 31 % dans la métropole, soit en dessous de la moyenne nationale (35,3 %). À l'inverse, le taux de personnes d'âge supérieur à 60 ans est de 32,4 % la même année, alors qu'il est de 26,4 % au niveau national.

## Administration

### Siège
Lors de la création de la communauté d'agglomération, le siège se trouvait à l'hôtel des Arts de Toulon. Rapidement le siège est transféré dans l'ancienne Caisse d'épargne, à côté de la place de la Liberté en centre-ville. À partir de décembre 2013, l'hôtel d'agglomération se situe dans un ancien bâtiment de France Télécom, appelé le Vecteur dans le quartier de La Rode, à l'entrée Est de Toulon.

### Les élus
Le conseil métropolitain se compose de 81 conseillers, représentant chacune des communes membres et élus pour une durée de six ans.
Ils sont répartis comme suit :
| Nombre de conseillers | Communes                                                 |
| --------------------- | -------------------------------------------------------- |
| 33                    | Toulon                                                   |
| 12                    | La Seyne-sur-Mer                                         |
| 11                    | Hyères                                                   |
| 6                     | Six-Fours-les-Plages                                     |
| 5                     | La Garde                                                 |
| 4                     | La Valette-du-Var                                        |
| 3                     | La Crau                                                  |
| 2                     | Ollioules, Le Pradet                                     |
| 1 (+1 suppléant)      | Carqueiranne, Le Revest-les-Eaux, Saint-Mandrier-sur-Mer |

### Le président et les vice-présidents

#### Le président
La métropole Toulon-Provence-Méditerranée a compté deux présidents, depuis la création de la communauté d'agglomération :
| Nom | Nom               | Nom          | Dates du mandat | Dates du mandat | Qualité         | Parti                  |
| --- | ----------------- | ------------ | --------------- | --------------- | --------------- | ---------------------- |
| 1   | Hubert Falco      | Hubert Falco | 8 février 2002  | 14 avril 2023   | Maire de Toulon | LR → HOR (depuis 2021) |
| 2   | Jean-Pierre Giran |              | 4 mai 2023      | En cours        | Maire d'Hyères  | LR                     |

#### Vice-présidents
Pour la période 2020-2026, la métropole compte 15 vice-présidents, composant le bureau métropolitain.
| Nom | Nom                     | Nom | Dates du mandat | Dates du mandat | Parti          | Qualité                                                                        | Commission                                                                                 |
| --- | ----------------------- | --- | --------------- | --------------- | -------------- | ------------------------------------------------------------------------------ | ------------------------------------------------------------------------------------------ |
| 1re | Robert Cavanna          | -   | 2023            | En cours        | LR             | Premier adjoint au maire de Toulon                                             | Affaires juridiques et Commande publique                                                   |
| 2e  | Jean-Sébastien Vialatte | -   | 2002            | En cours        | LR             | Maire de Six-Fours-les-Plages                                                  | Culture, Patrimoine et Paysage                                                             |
| 3e  | Jean-Louis Masson       | -   | 2020            | En cours        | LR             | Premier adjoint au maire de La Garde Président du conseil départemental du Var | Politique de la Ville et Habitat                                                           |
| 4e  | Robert Bénéventi        | -   | 2008            | En cours        | LR             | Maire d'Ollioules                                                              | Participation des habitants et des usagers a la vie des services publics                   |
| 5e  | Gilles Vincent          | -   | 2008            | En cours        | LR             | Maire de Saint-Mandrier-sur-Mer                                                | Protection de l'Environnement, Développement durable, Transition écologique et énergétique |
| 6e  | Ange Musso              | -   | 2008            | En cours        | LR             | Maire du Revest-les-Eaux                                                       | Finances et Administration générale                                                        |
| 7e  | Thierry Albertini       | -   | 2017            | En cours        | LR             | Maire de La Valette-du-Var                                                     | Eau et assainissement - Dialogue social et Instances paritaires                            |
| 8e  | Hervé Stassinos         | -   | 2014            | En cours        | LR             | Maire du Pradet                                                                | Attractivité économique et Développement numérique                                         |
| 9e  | Joseph Minniti          | -   | 2025            | En cours        | Sans étiquette | Maire de La Seyne-sur-Mer                                                      | Aménagement du territoire, Planification et Stratégie foncière                             |
| 10e | Arnaud Latil            | -   | 2020            | En cours        | LR             | Maire de Carqueiranne                                                          | Jeunesse et Sports                                                                         |
| 11e | Josée Massi             | -   | 2023            | En cours        | Sans étiquette | Maire de Toulon                                                                | Innovation, enseignement supérieur et recherche                                            |
| 12e | Francis Roux            | -   | 2014            | En cours        | UDI            | Premier adjoint au maire d'Hyères                                              | Ports TPM                                                                                  |
| 13e | Geneviève Levy          | -   | 2020            | En cours        | LR             | Adjoint au maire de Toulon                                                     | Mobilités                                                                                  |
| 14e | Hélène Arnaud-Bill      | -   | 2023            | En cours        | Sans étiquette | Maire de La Garde                                                              | Programme d’actions de prévention contre les inondations                                   |
| 15e | Cheikh Mansour          | -   | 2023            | En cours        | Horizons       | 4e adjoint au maire de La Seyne sur Mer                                        | Accessibilité des personnes à mobilité réduite                                             |

#### Anciens vice-présidents
- 2002-2017 : Jean-Louis Masson
- 2002-2008 : Léopold Ritondale
- 2002-2008 : Arthur Paecht
- 2002-2008 : Roland Joffre
- 2002-2008 : Michel Bruere
- 2008-2014 : Jacques Politi
- 2008-2012 : Claude Mesangroas
- 2008-2023 : Yannick Chevenard
- 2012-2014 : Bernard Pezery
- 2017-2023 : Jean-Pierre Giran
- 2017-2023 : Jean-Pierre Colin
- 2009-2023 : Christian Simon

##### 2014 - 2020
| Nom | Nom                     | Nom | Dates du mandat | Dates du mandat | Parti | Qualité                                              | Commission                                             |
| --- | ----------------------- | --- | --------------- | --------------- | ----- | ---------------------------------------------------- | ------------------------------------------------------ |
| 1re | Christiane Hummel       | -   | 2017            | En cours        | LR    | Maire de La Valette-du-Var                           | Développement économique                               |
| 2e  | Jean-Sébastien Vialatte | -   | 2002            | En cours        | LR    | Maire de Six-Fours-les-Plages                        | Culture                                                |
| 3e  | Marc Giraud             | -   | 2002            | En cours        | LR    | Conseiller communautaire de la ville de Carqueiranne | Personnel et administration générale                   |
| 5e  | Robert Bénéventi        | -   | 2008            | En cours        | LR    | Maire d'Ollioules                                    | Aménagement de l’espace                                |
| 6e  | Christian Simon         | -   | 2002            | En cours        | LR    | Maire de La Crau                                     | Sport et Jeunesse                                      |
| 7e  | Gilles Vincent          | -   | 2008            | En cours        | LR    | Maire de Saint-Mandrier-sur-Mer                      | Environnement et Développement durable                 |
| 8e  | Ange Musso              | -   | 2008            | En cours        | LR    | Maire du Revest-les-Eaux                             | Finances                                               |
| 9e  | Hervé Stassinos         | -   | 2014            | En cours        | LR    | Maire du Pradet                                      | Développement numérique                                |
| 10e | Marc Vuillemot          | -   | 2008            | En cours        | GRS   | Maire de La Seyne-sur-Mer                            | Formation, Enseignement supérieur et Recherche         |
| 11e | Jean-Pierre Haslin      | -   | 2017            | En cours        | LR    | 1er adjoint au maire de La Garde                     | Politique de la ville et Équilibre social de l'habitat |
| 12e | Yannick Chenevard       | -   | 2008            | En cours        | LR    | Conseiller communautaire de la ville de Toulon       | Transports et Déplacements                             |
| 13e | Francis Roux            | -   | 2014            | En cours        | UDI   | Conseiller communautaire de la ville d'Hyères        | Tourisme et Ouverture maritime                         |
| 14e | Robert Cavanna          | -   | 2017            | En cours        | LR    | Conseiller communautaire de la ville de Toulon       | Conseil d’exploitation des Ports                       |

#### Directeur général des services
Le directeur général des services (DGS) est le plus haut fonctionnaire au sein de la métropole. Il a la charge d'environ 1 000 agents. La métropole Toulon-Provence-Méditerranée a compté depuis sa création deux directeurs généraux des services :
- 1er janvier 2002 - 16 juin 2014 : Jean-Paul Arnaud
- depuis le 16 juin 2014 : Valérie Paecht

### Compétences
La métropole Toulon-Provence-Méditerranée exerce un certain nombre de compétences. Celles-ci sont au nombre de trois : 
- les compétences obligatoires : le développement économique, la politique de la ville, l'aménagement de l'espace et les transports et l'équilibre social de l'habitat ;
- les compétences optionnelles : la voirie, la culture, le sport et l'environnement ;
- les compétences supplémentaires : la mise en valeur des espaces naturels remarquable, le tourisme, la formation et l'enseignement supérieur, l'assainissement.

#### Développement économique

##### Économie et zones d'activités économiques
L'aire toulonnaise est une terre d'accueil pour les entreprises innovantes et les laboratoires de recherche au centre de la région Provence-Alpes-Côte d'Azur. Y sont installés le pôle de compétitivité à vocation mondiale « Mer, Sécurité, Sûreté » et les autres pôles majeurs : « Solutions communicantes sécurisées », « Pégase » (aéronautique), « Optique et photonique », « Coopération énergies », « Gestion des risques »...[réf. nécessaire].
Le Technopôle de la Mer est la réponse concrète de la métropole Toulon-Provence-Méditerranée aux attentes des entreprises de haute technologie pour leur développement ou leur nouvelle implantation au bord de la Méditerranée.
Plusieurs parcs d'activité, de haute qualité environnementale, seront parfaitement desservis par autoroute, gare SNCF et transport en commun en site propre. Ils offriront aux entreprises proximité et synergie avec écoles supérieures, laboratoires, centres de transfert, pépinières, équipements mutualisés, accès à la mer : tous les ingrédients leur permettant de déployer leur compétitivité.[réf. nécessaire]
Toulon-Provence-Méditerranée compte plus de 27 000 entreprises sur son territoire pour près de 125 000 salariés.
Toulon-Provence-Méditerranée assure aussi la gestion et l'entretien de 69 ZAE (zones d'activités économiques) qui occupe 1 300 hectares du territoire sur lesquels sont implantées plus de 4 000 entreprises (sur un total de 27 000). La métropole prévoit à l'avenir la création d'une dizaine de nouvelles zones dans la métropole répondant aux besoins de secteurs en plein essor (BTP, tertiaire, artisanat, santé et activités liées au pôle Mer PACA). Par ailleurs, la métropole aide à la labellisation de ces ZAE, en collaboration avec les 12 communes membres.
| Commune                | Noms des zones d'activités économiques |
| ---------------------- | --- |
| Carqueiranne           | La Benoîte |
| Evenos                 | Sainte-Anne-d'Évenos |
| Hyères                 | Aérodrome, Coupiane, Saint-Martin, La Bergerie, Le Palyvestre (N.A.), le Palyvestre (Z.A.), les Pré-Salins, les Rougières, le Pole horticole, le Pole Santé, Roubaud Centre Azur, Roubaud Saint-Jean, Roubaud Gare, Roubaud Centre Azur, Saint-Martin et Saint-Gervais |
| La Crau                | Gavary I et Gavary II, Le Patrimoine |
| La Garde               | ZAC des 4 Chemins, Beaulieu, La Grande Chaberte, La Pauline I, La Pauline II, Les Plantades, Pierrascas, ZI Toulon Est, ZAC Saint-Michel, Le Pouverel et ZAC + |
| La Seyne-sur-Mer       | Brégaillon, Camp Laurent, Espace Grimaud, La Provençale I, La Provençale II, Léry (pole commercial), Les Playes-Jean Monnet |
| La Valette-du-Var      | Valgora et Val Sud |
| Le Pradet              | ZAC Le Forum, ZA La Bayette I, La Bayette II, P.A. les Clapiers |
| Ollioules              | Carrefour, Quiez/Clos du haut, Frédéric Mistral, Jean Mermoz, Quiez Lagoubran, La Cagnarde, La Gare, La Giranne, La Juliette, Olliolis, Lagoubran, Piedardan |
| Saint-Mandrier-sur-Mer | Parc d’activité Marine de Saint-Mandrier-sur-Mer |
| Six-Fours-les-Plages   | A.U., Bassaquet, Courrens, Kennedy, La Capellane, La Millonne, La Millonne, P.A. Les Playes, Prébois |
| Toulon                 | Sainte-Musse, G. Pruneau, Malbousquet |
| Le Revest-les-Eaux     | Ne compte pas de zones d'activités économiques |

##### Agriculture et forêt
Les terres agricoles de la métropole se localisent principalement à l’est de l’agglomération (soit 93 % des terres agricoles), sur les communes d'Hyères, de La Garde, de la Crau, de Carqueiranne et du Pradet. L'activité est importante représentant communément 676 hectares de terres viticoles, 398 hectares de terres horticoles, 218 hectares de terres maraîchères. Cependant, le secteur apparaît fragilisé, ainsi entre 1972 et 2003, 44 % des espaces agricoles ont été perdus à la suite de la pression urbaine. L'intercommunalité souhaite soutenir l'agriculture et l'horticulture de son territoire, l'objectif principal est de mettre en œuvre un interventionnisme foncier afin de racheter les terrains pour les remettre en culture, notamment pour permettre aux jeunes de s'y installer.

#### Tourisme
Situé entre la mer et la montagne, la métropole offre une offre touristique importante tout au long de l'année: activités de pleine nature, culturelles, sportives et loisirs nautiques. Toulon-Provence-Méditerranée organise entre le 21 et 24 juillet 2007 une étape de la Tall Ships’ Races (course des grands voiliers), et cela pour la première fois en Méditerranée. Pendant les trois jours de l’événement, près de 970 000 visiteurs ont pu découvrir une quarantaine de bateaux de 15 nationalités différentes, animations gratuites et populaires sur tout le territoire. Depuis, la métropole accueille tout au long de l'année au sein de la rade de grands et prestigieux voiliers pouvant être visité par le grand public.
Le tourisme étant une compétence supplémentaire, l'agglomération ne disposait pas depuis sa création d'un office de tourisme intercommunal. Le territoire comptait onze offices de tourisme ou syndicats d'initiatives et deux regroupements d'office de tourisme.
À partir du 1er janvier 2017, un office de tourisme intercommunal est créé avec 3 pôles un à l'est (Hyères, Carqueiranne, La Crau, La Garde et Le Pradet), un au centre (Toulon, Le Revest-les-Eaux et La Valette) et un à l'Ouest (La Seyne-sur-Mer, Six-Fours-les-Plages, Ollioules et Saint-Mandrier-sur-Mer).

## Budget
| 2002 | 2003 | 2004 | 2005 | 2006 | 2007 |
| ---- | ---- | ---- | ---- | ---- | ---- |
|      |      |      |      |      | 426  |
| 2008 | 2009 | 2010 | 2011 | 2012 | 2013 |
| 480  | 500  |      | 758  | 750  | 550  |
| 2014 | 2015 | 2016 | 2017 | 2018 | 2019 |
|      | 518  |      | 654  |      |      |

### Budgets et fiscalité 2011
- Total des produits de fonctionnement : 273 000 000 €, soit 633 € par habitant.
- Total des ressources d’investissement : 180 794 000 €, soit 419 € par habitant.
- Endettement : 313 656 000 €, soit 727 € par habitant[17].

## Culture

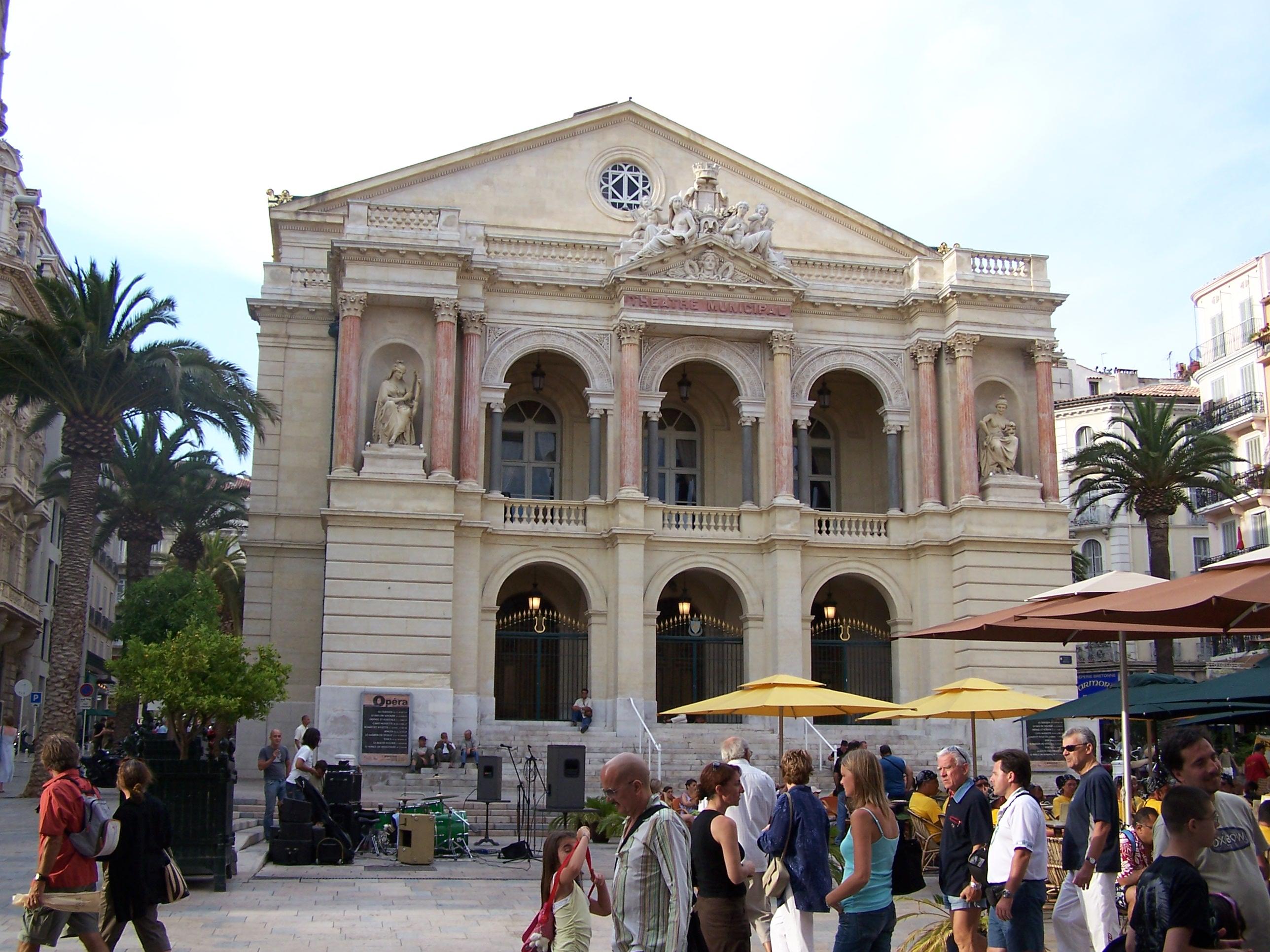
Opéra de Toulon.

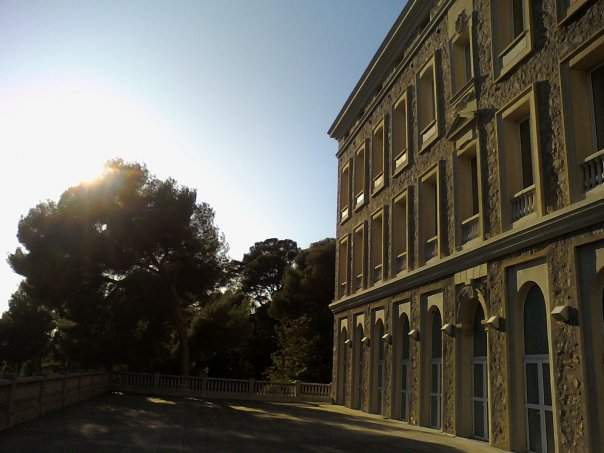
Villa Tamaris.

La métropole compte un paysage culturel riche et dynamique à travers tout son territoire. Certains équipements culturels ont été transférés et sont gérés et entretenus par l'intercommunalité. Depuis le 1er janvier 2003, l'Opéra de Toulon confié à l'agglomération est devenu un Établissement public de coopération culturelle (EPCC) et encourage la diversité de sa programmation où théâtre, opéras, ballets, opérettes, sont désormais proposés tout au long de l'année. Transféré en même temps, Centre national de création et de diffusion culturelles de Châteauvallon, qui est un centre culturel situé sur la commune d'Ollioules propose des spectacles de danse contemporaine, de musique, de cirque, des projections cinématographiques et du théâtre.
En septembre 2003, la villa Noailles à Hyères et la villa Tamaris à La Seyne sont transférées à l'agglomération. La première accueille des expositions dans les domaines du design, de la mode, de la photographie et de l'architecture et organise au début de la période estivale, le célèbre Festival international de mode et de photographie suivi par le festival international de design, créé en 2006, le Design Parade. La seconde est un centre d'art qui accueille toute l'année des expositions de peinture et de photographie contemporaines; accueillant depuis octobre 2004, le festival de photo bi-annuel l'Œil en Seyne qui réunit pendant un mois, de nombreux artistes autour d'un même thème.
Depuis décembre 2003, la Maison des Comoni située au cœur du village du Revest propose toute l'année des spectacles multiples tels que du cirque, de la danse, du théâtre, etc. L'agglomération a lancé une programmation destinée au jeune public de 0 à 20 ans.
En matière d'éducation artistique, le Conservatoire national à rayonnement régional (CNRR) César Geoffrey de Toulon-Provence-Méditerranée créé en 2002 regroupe aujourd'hui onze écoles de musique, répartis sur les communes de Toulon, Hyères, La Garde, La Seyne-sur-Mer, Le Pradet, Carqueiranne, Six-Fours-les-Plages, Saint-Mandrier-sur-Mer, Ollioules, Le Revest-les-Eaux et La Valette-du-Var. Il fut le plus grand Conservatoire de France au début de la décennie 2010, atteignant 6 000 élèves et 245 enseignants, mais il a perdu la tête du classement et compte en 2016, 3500 élèves pour 200 enseignants. Le CNRR propose un enseignement supérieur en danse, théâtre, musique et arts du cirque permettant d'obtenir un diplôme pré-professionnel.
La métropole a acquis sur Ollioules, la Maison du Patrimoine, petit hôtel particulier du XVIIe siècle dont les décors et la maison sont inscrits à l'inventaire supplémentaire des monuments historiques.
Le 1er juillet 2008, l'agglomération acquiert la gestion du futur Théâtre Liberté. Situé au cœur de l'agglomération à Toulon, cet équipement culturel ouvert le 17 septembre 2011 accueille chaque année une cinquantaine de spectacles différents destinés à tous les publics : créations théâtrales, théâtre musical, concerts, danse, cirque, ainsi que des séances consacrées aux arts numériques et au cinéma.

## Sport

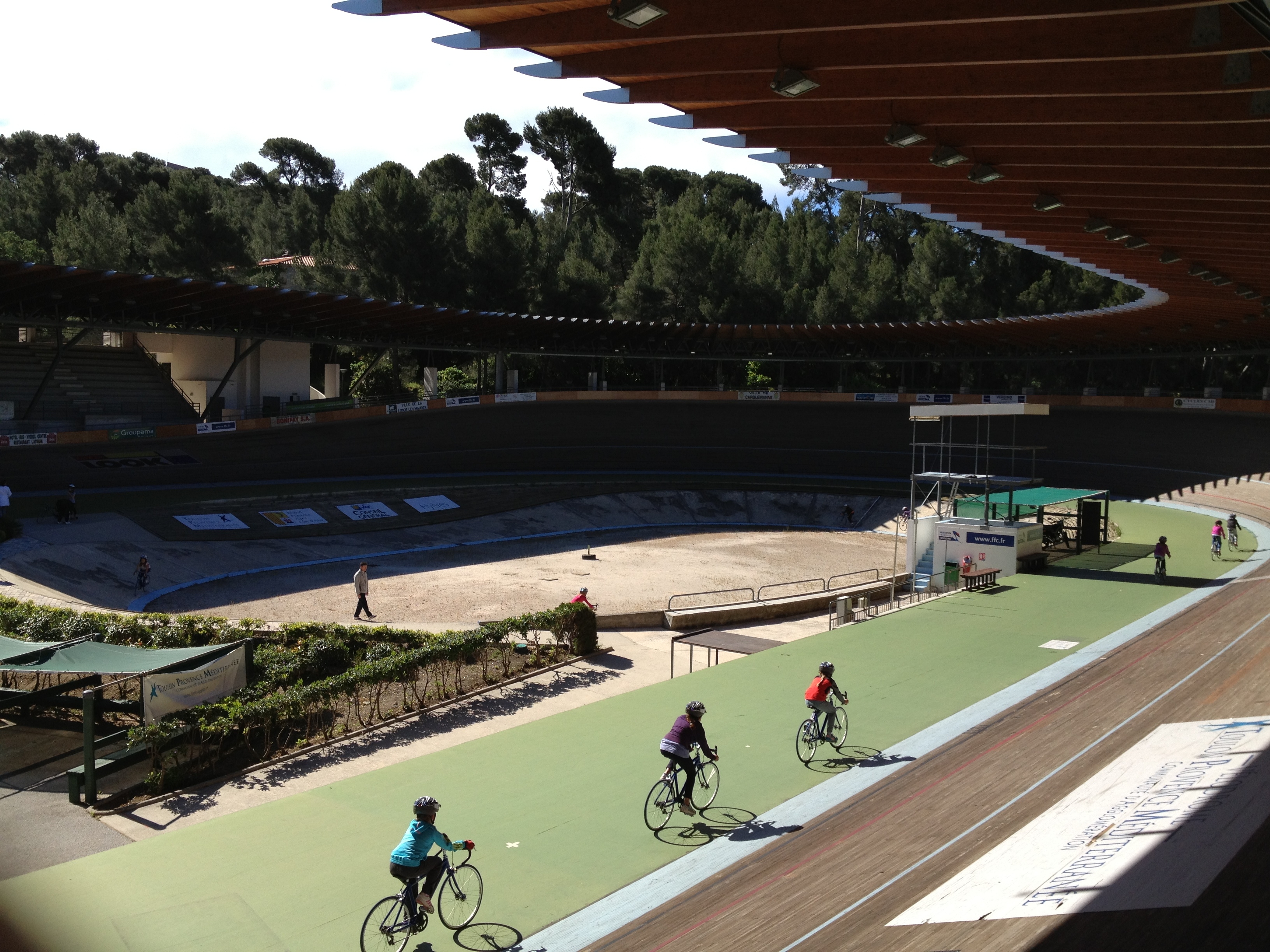
Vélodrome d'Hyères.

La métropole est aussi compétente en matière de création et gestion d'équipements sportifs. Le stade Léo-Lagrange transféré en 2003 est un site situé à l'est de Toulon fréquenté par plus de 90 000 personnes (scolaires, universitaires, clubs et associations) qui n'a pas été réhabilité depuis 1985. En juillet 2009, l'agglomération lance un projet de réhabilitation afin de se doter d'un pôle d'excellence pour le sport. Après environ 4 ans de travaux et un coût de 34,5 millions d'euros, le site rouvre avec son inauguration le 6 février 2013.
Inauguré en 1989, le Vélodrome d'Hyères situé dans le quartier de Costebelle à Hyères, est depuis le 1er janvier 2003 géré, entretenu et aménager par la communauté d'agglomération. Une grande opération de réhabilitation a été menée aussi permettant d'accueillir tout au long de l'année aussi bien les athlètes de haut niveau (comme le pôle France) que les jeunes membres des clubs de vélo de l'agglomération.
Depuis 2003, Toulon-Provence-Méditerranée partenaire du Cercle d'organisation du yachting compétition hyérois participe avec son équipage au Tour de France à la voile remportant à deux reprises (2005 et 2007) l'événement et se retrouvant souvent en tête du classement à plusieurs reprises. En février 2004, l'agglomération choisi d'encourager la formation des dirigeants, des cadres techniques et des jeunes sportifs membres d'associations et de clubs sportifs de son territoire.
Aujourd'hui, la métropole compte sur son territoire plus de 800 organismes sportifs et environ 90 disciplines sportives.

## Environnements

### Lutte contre la pollution de l'air
À cause des Monts toulonnais et de la forte circulation, la métropole Toulon-Provence-Méditerranée se retrouve souvent piégée par un nuage de pollution. Cependant, aucune alternative n'a été trouvée pour limiter cette pollution de l'air.
La loi d'orientation des mobilités prévoit l'obligation de l'instauration d'une zone à faibles émissions mobilité (ZFE-m) sur le territoire de la métropole afin de pallier les dépassements réguliers des valeurs limites de qualité de l'air.
Le 13 février 2019 TPM s'engage dans la création de cette ZFE, par délibération de l'assemblée métropolitaine, instance de décision de la métropole

### Collecte et traitement des déchets
La métropole Toulon-Provence-Méditerranée dispose d'une station de tri des déchets proche de la sortie 15b au bord de l'A50.

### Le Contrat de baie

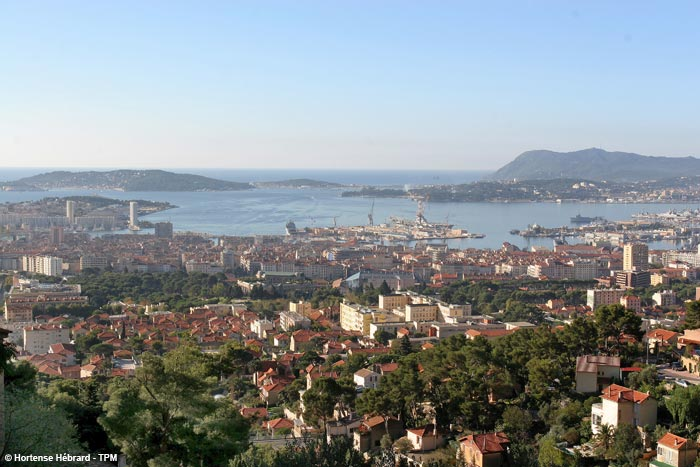
La petite rade vue depuis le mont Faron.

Signé le 6 septembre 2002, le contrat de baie est un plan élaboré sur 5 ans visant à restaurer la qualité des eaux et des milieux aquatiques, à valoriser le patrimoine, ainsi que les activités liées à la mer dans la Grande rade. Ainsi, le Contrat de baie représente une surface de 180 kilomètres carrés, un trait de côte de plus de 50 kilomètres entre la pointe de l’Eperon du cap Sicié et le cap de Carqueiranne et concerne 14 communes, soit une population d'environ 370 000 habitants.
Initié à la fin de l’année 1997 par le Syndicat intercommunal de l'aire toulonnaise, le Contrat de baie est aujourd'hui animé et suivi par la communauté d'agglomération en partenariat avec l’État (notamment le ministère de l’Environnement, de la Défense nationale, l’Agence de l'eau), la région Provence-Alpes-Côte d'Azur, le département du Var, les communes et leurs regroupements, la Chambre de commerce et d'industrie du Var, la Chambre d'agriculture du Var, Chambre de métiers et de l'artisanat du Var et les associations de défense de l’environnement et des usagers.

### Protection et valorisation des espaces naturels

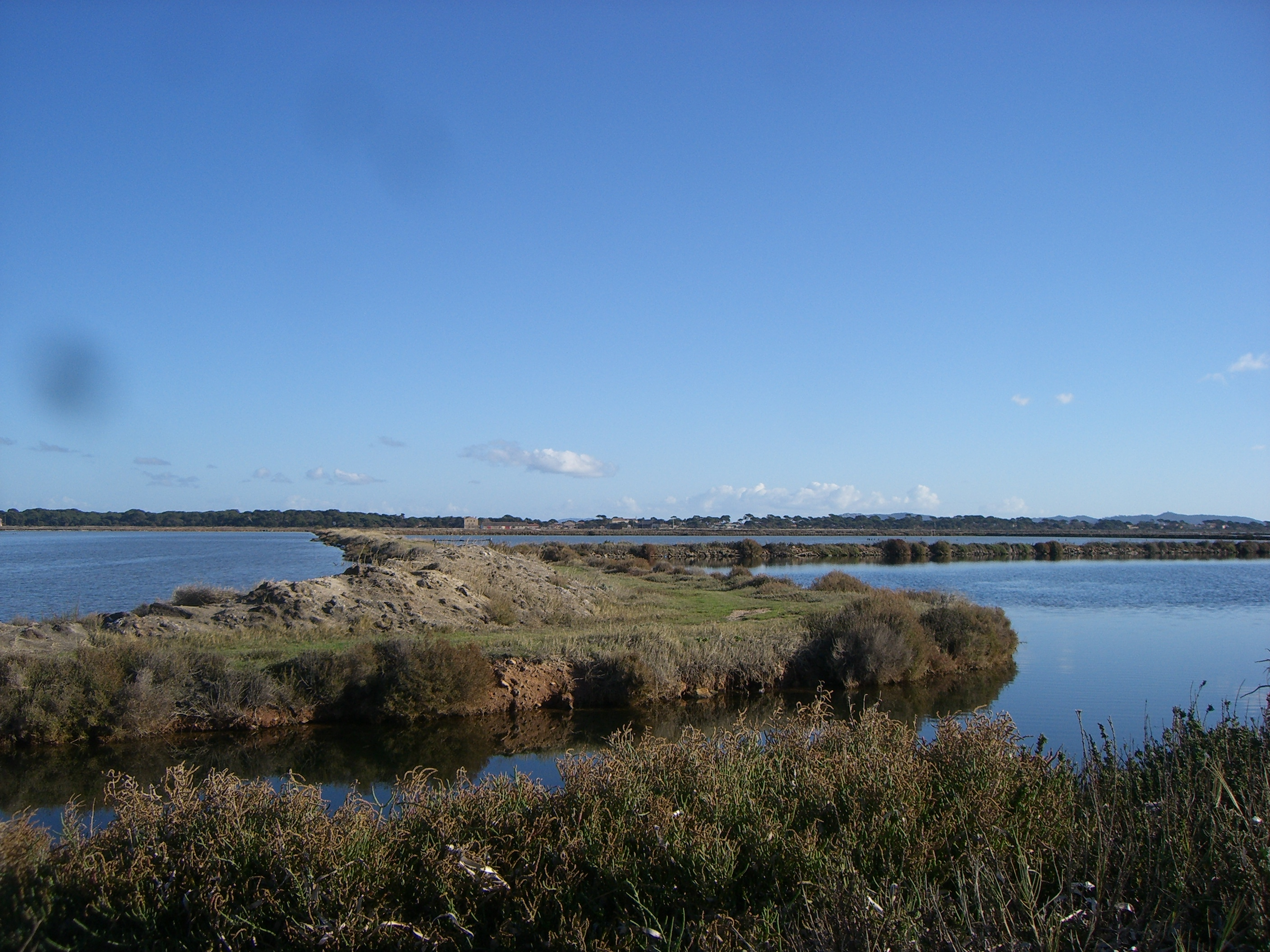
Vue sur les Vieux Salins d'Hyères.

La communauté d'agglomération met en œuvre une politique de protection des sites naturels de son territoire afin de préserver l'environnement et développer un tourisme de qualité.
Ainsi, propriété du Conservatoire du littoral depuis 2001, les anciens Salins-d'Hyères sont gérés par l'agglomération. Cette dernière met en place, avec le Conservatoire du Littoral et le concours scientifique du Parc national de Port-Cros et les associations de défense de l'environnement, un plan de gestion tourné vers l'ouverture raisonnée au public et la préservation de la nature et des paysages. 
L'agglomération assure également la gestion d'autres espaces naturels remarquables : le mont Faron à Toulon depuis le 1er juillet 2005, le domaine de la Colle Noire sur les communes du Pradet et Carqueiranne depuis le 1er juillet 2006, le Cap-Sicié à Six-Fours-les-Plages et La Seyne-sur-Mer depuis le 1er janvier 2007, et également l'ancien domaine de La Ripelle à La Valette et Le Revest-les-Eaux depuis le 1er juillet 2003. Par ailleurs, transféré à la communauté d'agglomération à l'automne 2003, des études de réhabilitation de la falaise de Massacan situé sur la partie littoral de la commune de La Garde ont été entreprises.

### Sentier du littoral
Le sentier du littoral s'étend sur sept communes de l'agglomération, de Six-Fours à Hyères en passant par les îles d'Or, soit près de 84 kilomètres de côte. Mis en place en 1791, par l'administration des douanes, le sentier du littoral, plus connu sous le nom du « sentier des douaniers », a été utilisé pendant plus d'un siècle par les douaniers chargés d'assurer la surveillance des côtes. Avec l'évolution des transports de marchandises et de détection des fraudes, le sentier tombe dans l'abandon, mais le 31 décembre 1976 il commence à être réhabilité grâce aux services de l'État, la direction départementale de l'équipement et les services maritimes. Le 1er juillet 2003, la communauté d'agglomération a reconnu l'intérêt communautaire du sentier du littoral et devient compétente pour l'entretien, le développement et la mise en valeur du sentier. Ainsi, la communauté a pu programmer plusieurs actions de réhabilitation nécessaires et la mise en service depuis le 1er mai 2004, de « patrouilles vertes » qui arpentent le sentier toute l'année afin d'assurer la surveillance, l'entretien du sentier mais aussi d'en informer les utilisateurs.

### Valorisation et préservation du patrimoine fortifié

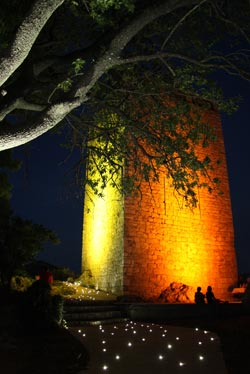
Tour médiévale au Revest-les-Eaux.

Au cours des siècles, les fortifications (forts, batteries et autres tours à canons) entourant notamment la grande rade de Toulon ont contribué à la fois à la défense des côtes françaises et méditerranéennes. Aujourd'hui, elles présentent à la fois un intérêt historique, architectural et artistique, illustrant l'évolution de l'art de la construction et de l'art militaire et participant ainsi à l'enrichissement patrimonial de l'agglomération. Toulon-Provence-Méditerranée a pour objectif de valoriser l'ensemble de son territoire et de son patrimoine afin de mieux faire connaître une partie de ces sites historiques ancrés sur son littoral.
Lors des Journées européennes du patrimoine, l'agglomération propose un circuit « découverte » autour des forts de la rade de Toulon.

## Transport

### Réseau Mistral
La société des tramways du Var et du Gard était la première compagnie de transports en commun de l'aire toulonnaise. Remplacée par la régie municipale des transports toulonnais, puis la régie mixte des transports toulonnais, le 6 avril 1951, elle prend sa forme actuelle sous le nom de réseau Mistral en 2003 à la suite de la création de la communauté d'agglomération.
Depuis le 1er mai 2023, le réseau Mistral est géré par RATP Dev (RD TPM).

#### Bus

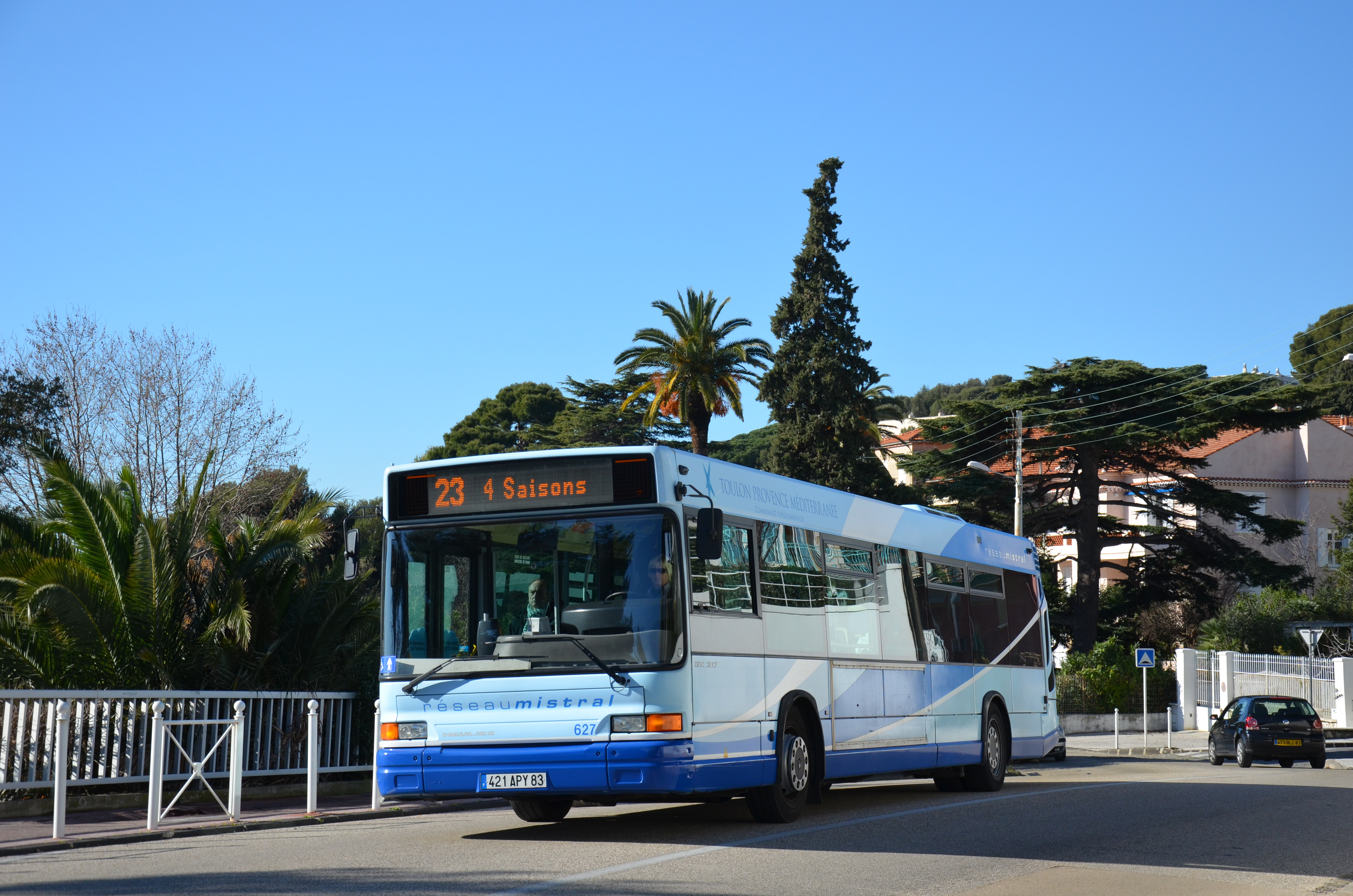
Un bus de la ligne 23.

Le réseau Mistral dessert les 12 communes de la métropole. Ce réseau de transports en commun compte 11,8 millions de kilomètres de route parcourus par les 279 véhicules (dont 235 sont la propriété de TPM) et desservant sur les 1 969 points d'arrêt. Proposant une tarification unique quel que soit le trajet, parmi les 64 lignes terrestres, le réseau a transporté plus de 27 millions de passagers en 2011 (soit 9 millions de passagers en plus en 7 ans). En 2005, le réseau Mistral a reçu la Marianne d'Or du transport public.

#### Navettes maritimes

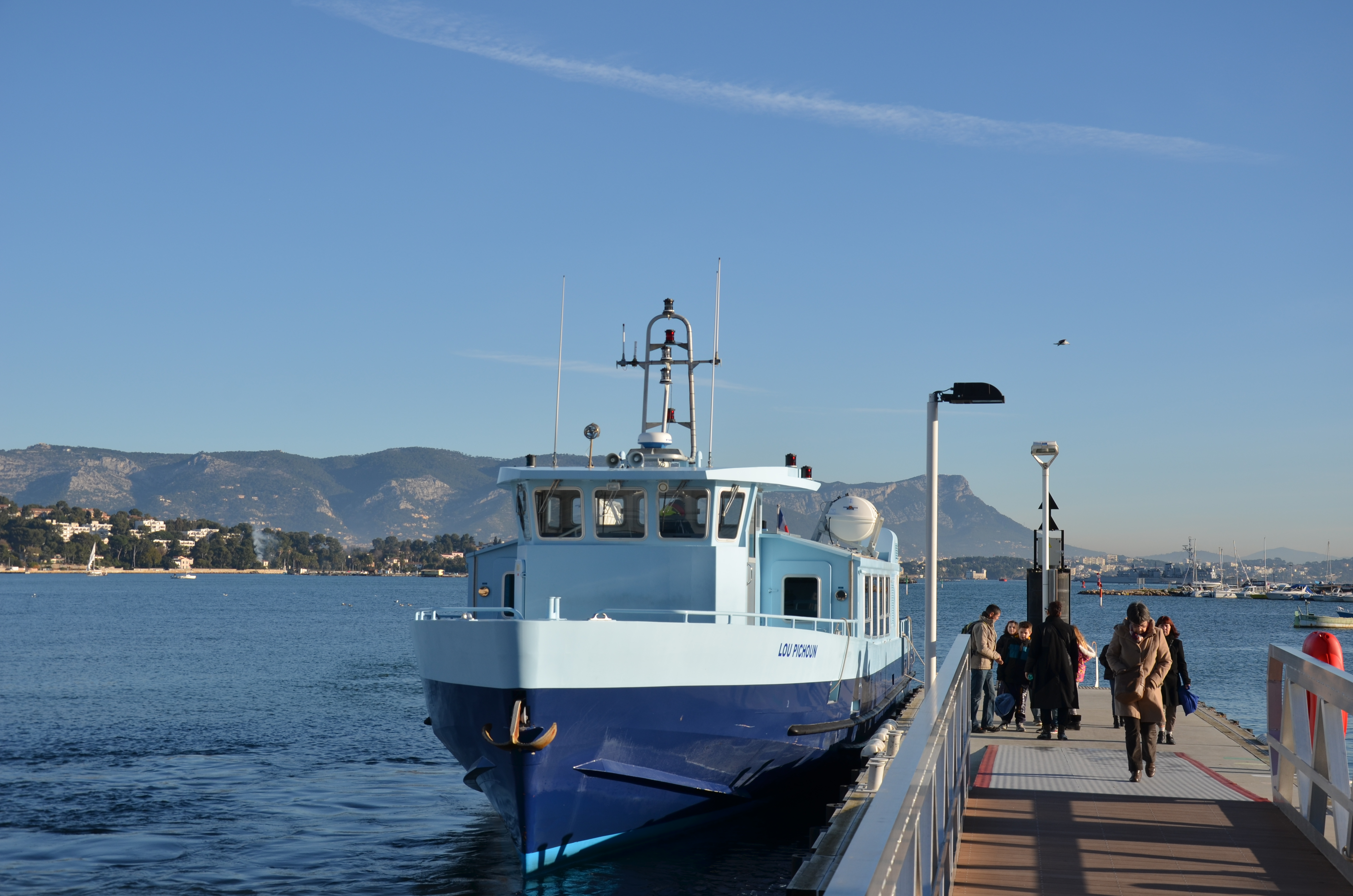
Navette maritime 18M au ponton des Sablettes.

Le réseau Mistral est un des seuls réseaux de transports urbains à exploiter quotidiennement des lignes régulières maritimes. Gérées par la commune de Toulon depuis 1981, ces lignes maritimes sont actuellement au nombre des trois au départ de Toulon desservant La Seyne-sur-Mer, les Sablettes via Tamaris (quartiers de La Seyne-sur-Mer) et Saint-Mandrier-sur-Mer. Composée de 11 navettes maritimes la flotte du réseau Mistral transporte environ 2,2 millions de passagers par an.

### Aéroport

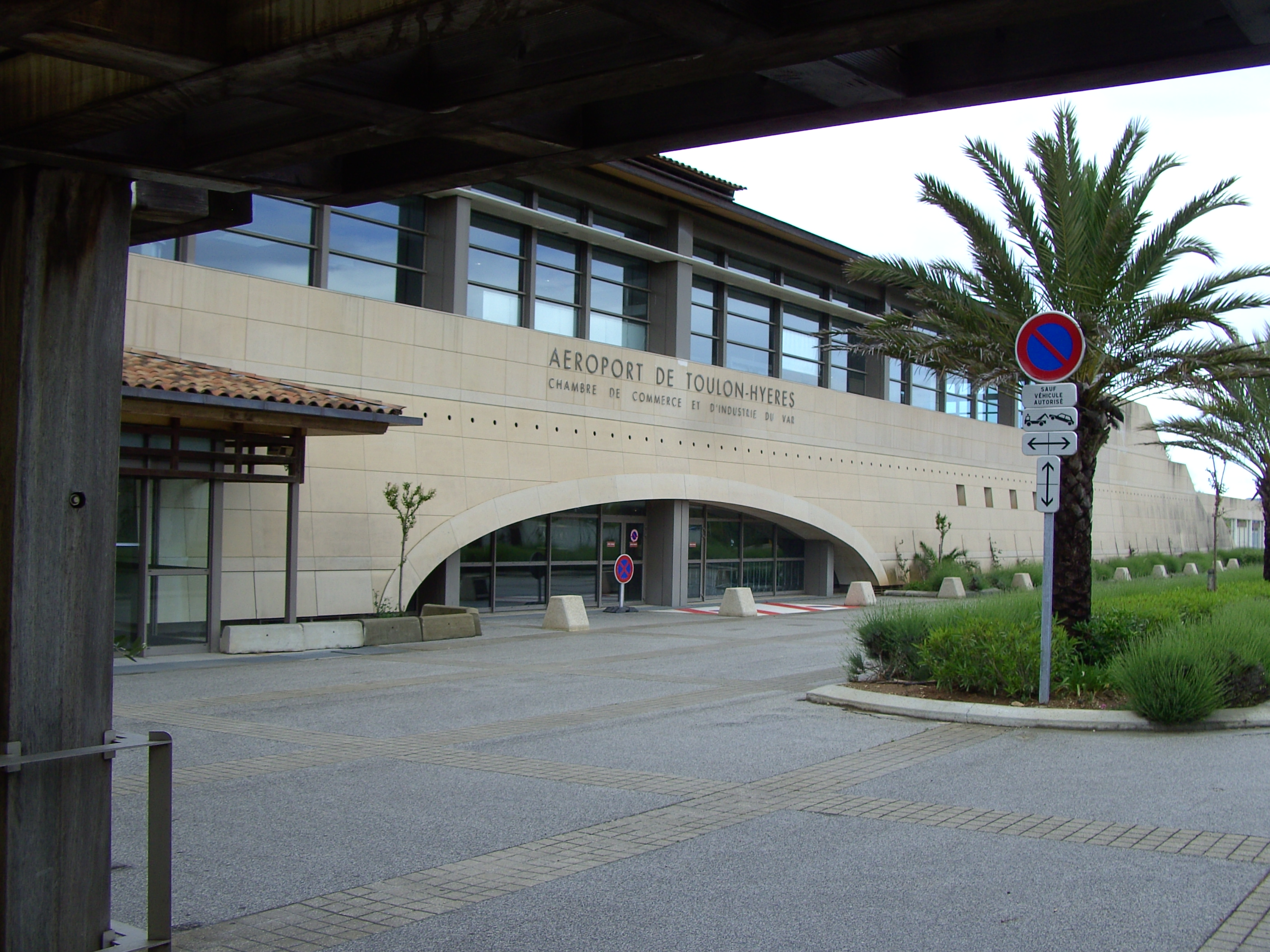
Aéroport de Toulon-Hyères.

L'aéroport de Toulon-Hyères est géré par le groupe Vinci depuis 2015, succédant à la Chambre de commerce et d'industrie du Var. Il est situé à une vingtaine de kilomètres à l'Est de la ville-centre, sur la commune de Hyères. Dix destinations sont desservies directement :  Bordeaux, Bruxelles, Brest, Londres (City et Stansted), Paris, Rotterdam, Nantes, Oslo, Tunis. D’autres destinations en correspondances existent via Paris-Orly. Toutefois, l'aéroport de Toulon souffre également de la proximité des aéroports de Marseille (100 kilomètres) et de Nice (137 kilomètres). Des services de bus et cars effectuent la liaison avec les gares routières de Hyères, Saint-Tropez et de Toulon.
Avec 510 075 passagers en 2015, le trafic global de l'aéroport varois a affiché une baisse de près de 28,00 % par rapport à l'année 2000 (705 517 passagers) et place ce dernier à la 25e place des aéroports français en nombre de passagers.

### Gares et lignes ferroviaires

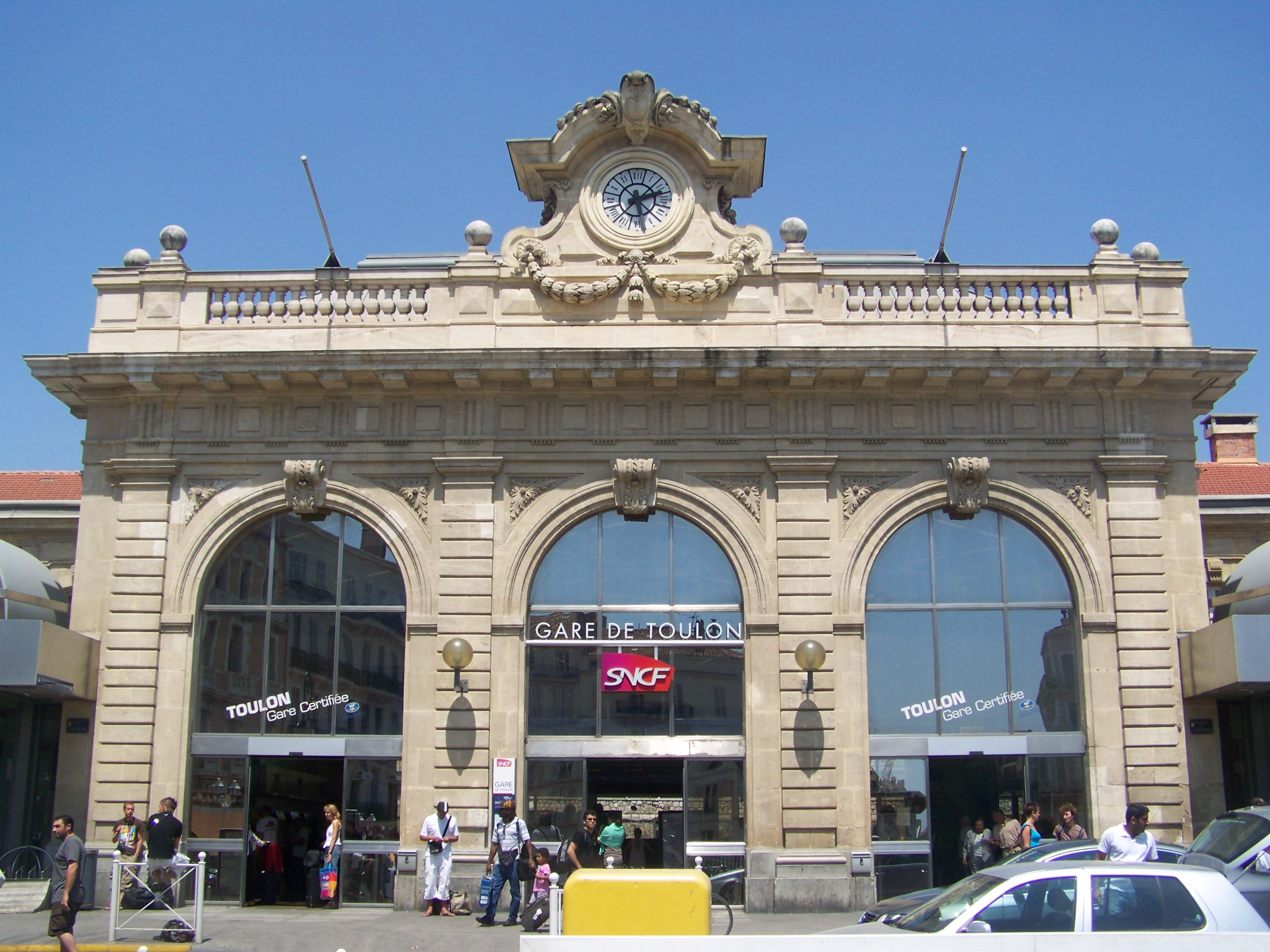
Gare de Toulon.

La métropole compte 7 gares ferroviaires situées sur 6 des 12 communes que compte l'agglomération (Hyères, La Crau, La Seyne, Ollioules et Toulon compte une gare chacune, tandis que la Garde en compte deux (gare de la Garde et gare de la Pauline-Hyères)). La gare de Toulon est la principale gare ferroviaire de l'agglomération où 3,8 millions de personnes transitent chaque année.
Dans le cadre de la future ligne à grande vitesse PACA qui accueillera entre 4 et 5,5 millions de passagers annuels à l'horizon 2020, une extension de la gare débute en janvier 2011 et l'inauguration de la rénovation de la gare est célébrée le 28 novembre 2013,.
Un RER est en cours de réalisation pour une ouverture à l'horizon 2030.

### Piste cyclable
L'agglomération compte aujourd'hui 190 kilomètres de voies cyclables, passant de 128,5 à 194,6 kilomètres de réseau. La piste cyclable la plus longue est celle dite du littoral, qui relie Toulon est au port d'Hyères. Cependant, même si quelques tronçons ont été réalisés, l'agglomération ne dispose pas aujourd'hui d'un réseau de pistes et de bandes cyclables suffisamment étendu.

### Téléphérique

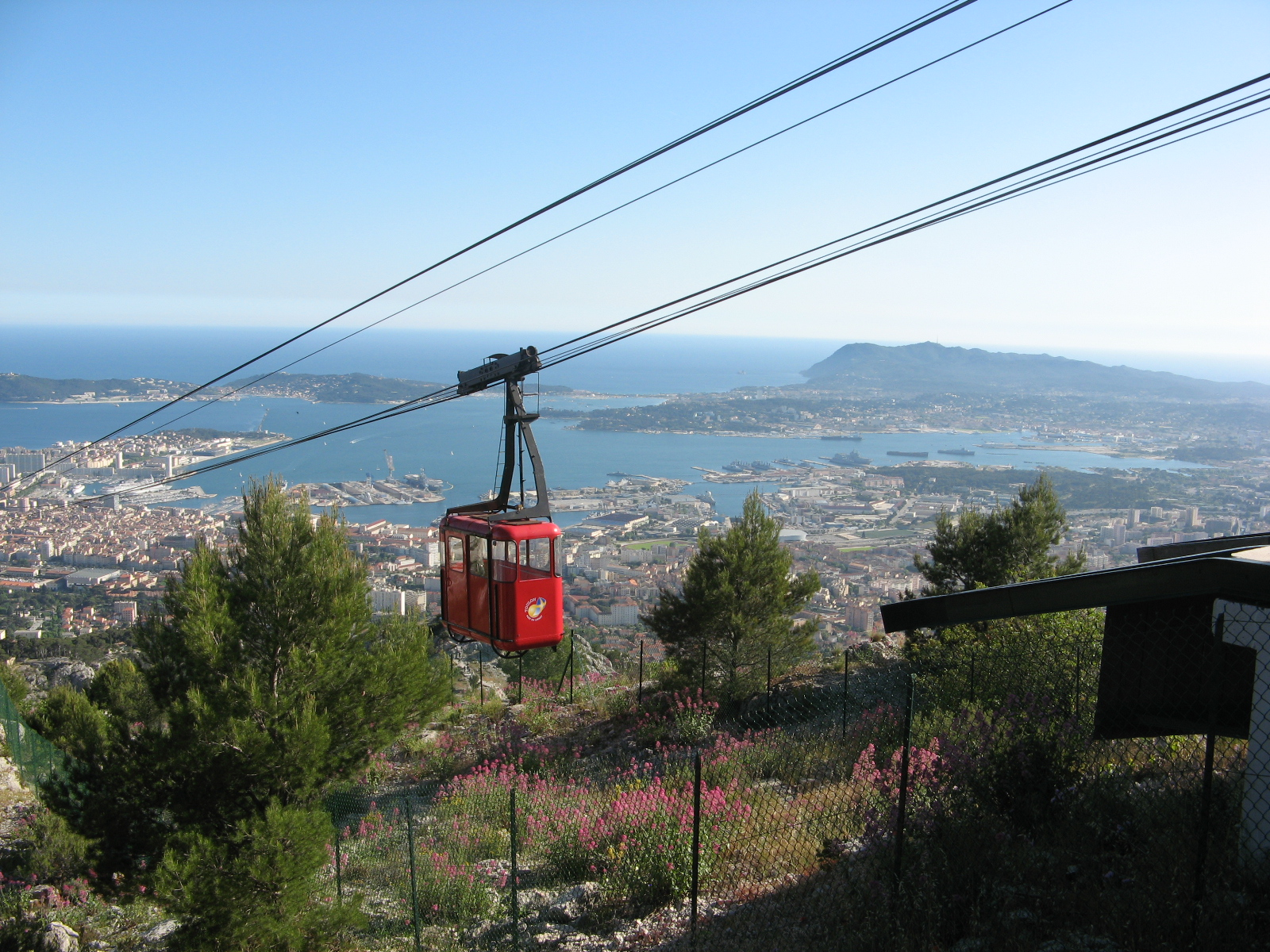
Une des deux cabines du téléphérique toulonnais.

Ouvert en juillet 1959, le téléphérique de Toulon — un des rares téléphériques que l'on peut trouver en milieu urbain — permet de relier en une dizaine de minutes le haut du centre-ville au plateau du mont Faron situé à 584 mètres d'altitude.

## Les grands projets
- Le grand projet Rade
- Le pôle Mer PACA
- Le Plan de déplacements urbains
- Le Transport en commun en site propre (TCSP)
- Les projets européens : Mimarmed, Simpyc, Submed, Vistoria, FEDER
- La ligne ferroviaire à grande vitesse dite LGV-PACA (Aix-Marseille-Toulon-Cannes-Nice)
- Chalucet : le quartier de la connaissance et de la créativité
- La rénovation du centre ancien
- Le Palais des sports